# Sielsowiet Dubrowa
Sielsowiet Dubrowa (biał. Дуброўскі сельсавет, Dubrouski sielsawiet; ros. Дубровский сельсовет) – sielsowiet na Białorusi, w obwodzie homelskim, w rejonie lelczyckim, z siedzibą w Dubrowej.

## Demografia
Według spisu z 2009 sielsowiet Dubrowa zamieszkiwało 1014 osób, w tym 1001 Białorusinów (98,72%), 5 Polaków (0,49%), 5 Rosjan (0,49%), 2 Ukraińców (0,20%) i 1 Litwin (0,10%).
Do 2019 liczba ludności spadła do 754 osób. Największymi miejscowościami były wówczas Dubrowa (571 mieszkańców) i Dubnickaje (106 mieszkańców). Liczba ludności żadnej z pozostałych miejscowości nie przekraczała 42 osób.

## Geografia i transport
Sielsowiet położony jest na Polesiu, w środkowej części rejonu lelczyckiego. Większość jego powierzchni zajmują lasy.
Przez sielsowiet przebiega droga republikańska R128.

## Miejscowości
- agromiasteczko:
  - Dubrowa
- wsie:
  - Danilewicze
  - Dubnickaje
  - Rubież
  - Sołohubów
  - Zabłocie
- osiedle:
  - Sołohubów